# Saint-Pierre-de-Cormeilles
Saint-Pierre-de-Cormeilles es una localidad y comuna francesa situada en la región de Alta Normandía, departamento de Eure, en el distrito de Bernay y cantón de Cormeilles.

## Demografía
| 1=424 | 1114 | 1504 | 1303 | 1111 | 1114 | 1122 | 1032 | 1048 | 1013 | 957 | 878 | 872 | 800 | 755 | 735 | 770 | 706 | 685 | 643 | 626 | 648 | 657 | 606 | 608 | 568 | 575 | 560 | 496 | 478 | 523 | 577 | 577 |
| Para los censos de 1962 a 1999 la población legal corresponde a la población sin duplicidades (Fuente: INSEE [Consultar]) |      |      |      |      |      |      |      |      |      |     |     |     |     |     |     |     |     |     |     |     |     |     |     |     |     |     |     |     |     |     |     |     |

Gráfico de evolución demográfica de la comuna desde 1793 hasta 2006

## Administración

### Entidades intercomunales
Saint-Pierre-de-Cormeilles está integrada en la Communauté de communes du canton de Cormeilles . Además forma parte de diversos sindicatos intercomunales para la prestación de diversos servicios públicos:
- Syndicat de l'électricité et du gaz de l'Eure (SIEGE) .
- Syndicat intercommunal de la restauration du groupement scolaire de Cormeilles (SIRGSC) .

### Riesgos
La prefectura del departamento de Eure incluye la comuna en la previsión de riesgos mayores  por la presencia de cavidades subterráneas.

## Lugares y monumentos

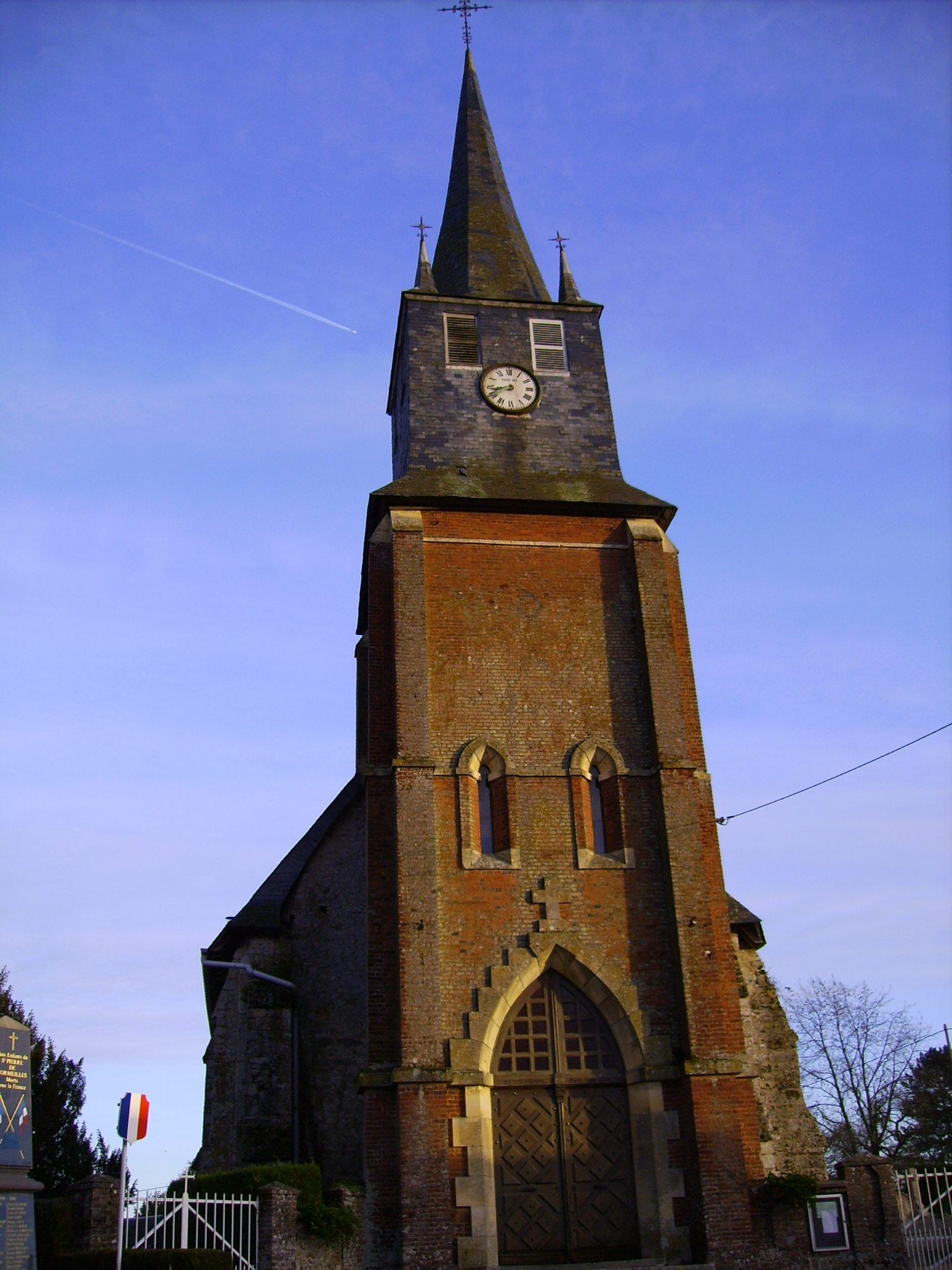
Iglesia de Saint-Pierre

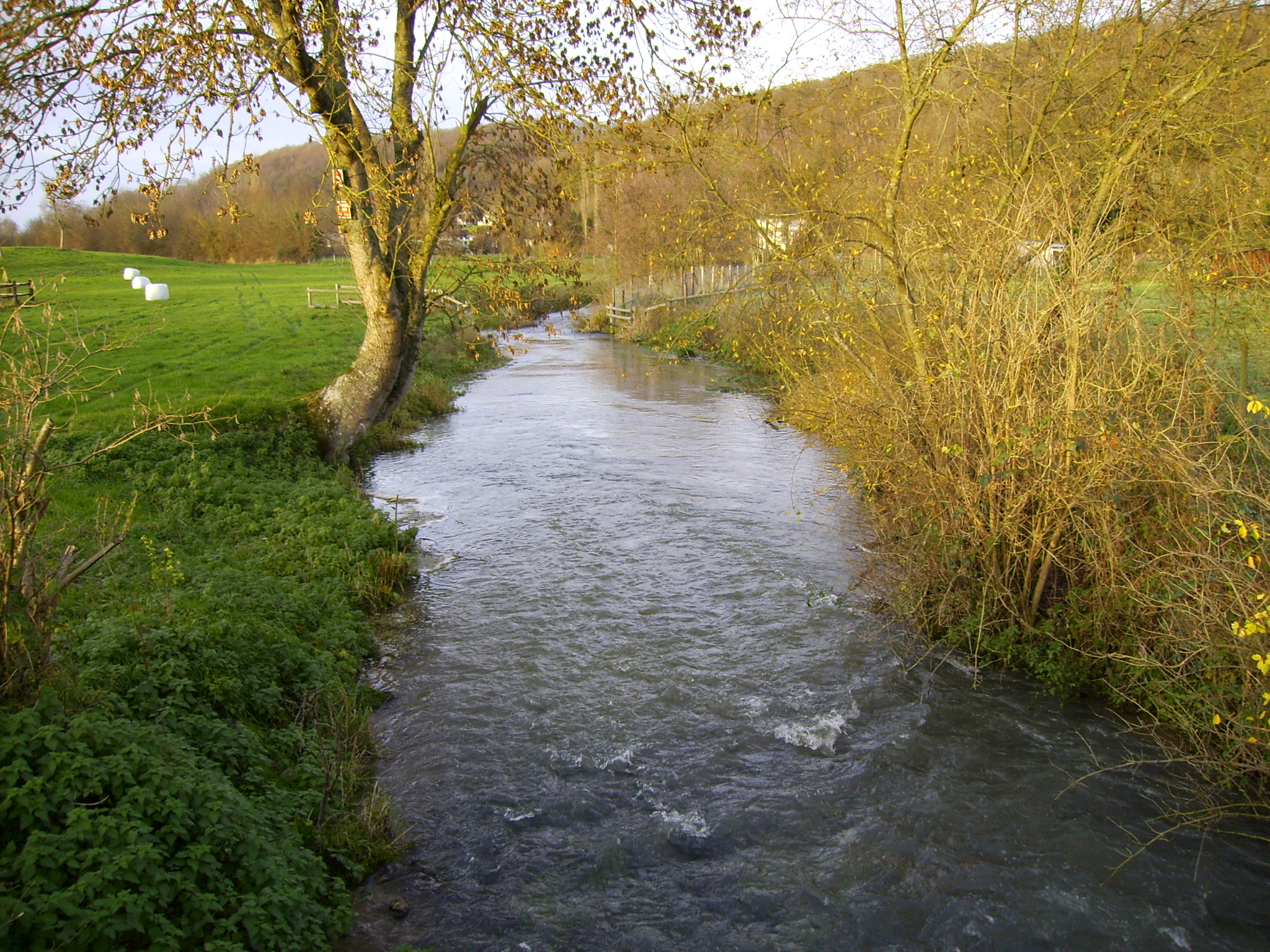
El río Calonne en Les Bréards

- Iglesia de Saint-Pierre, del siglo XIII, aunque modificada en el XVI y sobre todo en el XIX, cuando se añadió el campanario. Se pueden admirar catorce relieves del siglo XVII que representan a los apóstoles y a las virtudes teologales, así como dos tallas en madera representando ángeles músicos.
- Castillo de Malou , construido en el último cuarto del siglo XIV y destruido en el último cuarto del XVI. Es de propiedad privada. Se conservan el parque, el palomar, el foso y la mota.
- Molino de Les Bréards , que usa las aguas del río Calonne.

## Personajes vinculados
- Danny Boy, cantante de rock francés del grupo Danny Boy et ses Pénitents
- Michel Vastel, periodista francocanadiense.